# Tomorrow We Fly
Tomorrow We Fly ist US-amerikanischer Dokumentar-Kurzfilm, der 1944 für einen Oscar nominiert war. 

## Inhalt
Thema des Films ist das Victory Corps, das zur Verteidigung der Freiheit antreten muss. Wie bereiten die Männer sich vor, um die gestellten Aufgaben erfüllen zu können. Wie ist die Stimmung, wenn ein Manöver ansteht. Gezeigt werden auch Victory-Corps-Anwärter während des Flugunterrichts und ihrer Ausbildung und Vorbereitung an der Polytechnic High School in Los Angeles. 

## Hintergrund
Das V Corps (U.S.) (deutsch V. US-Korps,The Victory Corps) war ein Großverband der Korpsebene der US Army. Aufgestellt wurde es erstmals im Amerikanischen Bürgerkrieg. Auch im Ersten Weltkrieg kam es zum Einsatz. Seine Reaktivierung erfolgte im Oktober 1941 während des Zweiten Weltkriegs im Camp Beauregard im Bundesstaat Louisiana. Nach erfolgreichem Manöver wurde es im Frühjahr 1941 nach Irland verlegt. Mit der Invasion in der Normandie landete das Korps am Abschnitt Omaha Beach und nahm in der Folge an der weiteren Befreiung Frankreichs teil (unter anderem Operation Cobra). 

## Auszeichnung
Der vom U.S. Navy Bureau of Aeronautics erstellte Film war auf der Oscarverleihung 1944 für einen Oscar in der Kategorie „Bester Dokumentar-Kurzfilm“ nominiert. Als Sieger ging jedoch der vom U.S. Navy Field Photographic Branch erstellte Film Der 7. Dezember (December 7th) aus der Abstimmung hervor, der den Angriff auf Pearl Harbor am 7. Dezember 1941 thematisiert, der zum Eintritt der Vereinigten Staaten in den Zweiten Weltkrieg führte. 